# Enoch Adu
Enoch Kofi Adu est un joueur de football international ghanéen, né le 14 septembre 1990 à Kumasi, Ghana, évoluant au poste de milieu de terrain.

## Parcours
Avant d'arriver à l'OGC Nice en décembre 2007 (avec son compatriote Abeiku Quansah), Enoch évoluait au Liberty Professionals (D1 ghanéenne), ancien club de Michael Essien, Derek Boateng et a également participé à la Coupe du monde des moins de 17 ans de 2007 en Corée du Sud. Il a joué six matchs sur les sept de son pays (le Ghana a terminé 4e). 
Ensuite, enfin arrivé à Nice, il a très rapidement convaincu Frédéric Antonetti et son staff. Cependant, n'étant pas majeur, Enoch ne pouvait pas signer de contrat professionnel. Cela sera effectué une semaine après ses 18 ans, le 22 septembre 2008, où il s'engagera jusqu'en 2011. Enoch ne joue avec l'équipe B de l'OGC Nice, en CFA 2, pour s'aguerrir et surtout bien apprendre le français.
Le 1er février 2009, il remporte la Coupe d'Afrique des moins de 20 ans avec le Ghana (victoire sur le Cameroun 2-0, deux buts d'Osei). Il sera remplaçant lors de cette finale, tout comme son coéquipier à l'OGC Nice, Abeiku Quansah, lui aussi sélectionné.
Laissé libre par Nice en juin 2010, il rejoint le club danois du FC Nordsjælland, club qualifié pour la Ligue Europa, sans avoir joué de match officiel avec l'effectif professionnel de l'OGC Nice.
En 2012, il remporte le championnat danois avec le FC Nordsjælland et se qualifie ainsi pour la Ligue des champions. Puis, en 2014 et 2016, il remporte le championnat suédois avec le club du Malmö FF.
Il joue son premier match en équipe du Ghana le 11 octobre 2016, en amical contre l'Afrique du Sud (score : 1-1).

## Clubs
- 2006-2008 : Liberty Professionals  Ghana
- 2008-2010 : OGC Nice  France
- 2010-jan. 2013  : FC Nordsjælland  Danemark
- jan. 2013-2014 : FC Bruges  Belgique
  - fév. 2014-2014 : Stabæk Fotball  Norvège (prêt)
- 2014-déc. 2016 : Malmö FF  Suède
- jan. 2017-sep. 2017 : Akhisar Belediyespor  Turquie
- depuis oct. 2017 : AIK Solna  Suède

## Palmarès
- FC Nordsjælland
  - Vainqueur de la Coupe du Danemark en 2011
  - Champion du Danemark en 2012

- Malmo FF
  - Champion de Suède en 2014 et 2016

- Ghana -20 ans
  - Vainqueur de la Coupe d'Afrique des nations junior 2009